# Enki et l'ordre du monde

Enki et l'ordre du monde est un mythe sumérien qui raconte comment le dieu de la sagesse Enki organisa le monde en fixant un rôle à chacun des êtres vivants et en pourvoyant de ses bienfaits certains pays.
Le dieu organise le Monde autour du pays de Sumer, et fait en sorte que les pays alentour puissent servir à le pourvoir en diverses richesses. Il commence par faire de la ville d'Ur un grand port ouvert sur le golfe Persique d'où parviendront les biens du Monde entier. Il se rend ensuite au lointain pays de Meluhha (la vallée de l'Indus, à cette époque cadre de la puissante civilisation harapéenne), extrémité orientale du commerce maritime avec Sumer, qu'il pourvoit en or, en étain, mais aussi en produits agricoles. Puis il fait demi-tour et se dirige vers Dilmun (Bahrain, déjà le cadre du mythe d'Enki et Ninhursag dans lequel le dieu a déjà le rôle d'un grand organisateur), d'où l'on exportera des céréales et des dattes, avant de se rendre en Iran, plus particulièrement en Élam, qui produira des pierres et des métaux. Puis il traverse la Mésopotamie pour se rendre en Syrie, pays des Martu (les Amorrites), qui seront de grands éleveurs.
Ainsi, le Monde est organisé par Enki autour de Sumer, pour pourvoir ce pays en biens dont le pays ne dispose pas sur son sol, et instaure les cadres politiques et économiques de ce dernier. Puis, dans une seconde partie, le dieu assigne à chacun des dieux une tâche précise, au cours d'une longue énumération où sont passés en revue tous les domaines de la civilisation mésopotamienne. Ainsi, Enki est non seulement celui qui a organisé le monde des hommes, mais également celui qui a décidé du rôle des dieux.